# Miró de Tagamanent
Miró de Tagamanent (Tagamanent, 1131 - Sant Joan de les Abadesses, 1161) fou un canonge agustí. És venerat com a beat per l'Església catòlica.
Miró va ser fill de Ramon Berenguer i d'Ermessenda, senyors del castell de Tagamanent. El seu pare, amb consentiment de la família, va fer donació del seu fill perquè fos canonge de Sant Joan, dotant-lo d'un alou i un molí a la mort d'ell mateix i del seu fill gran Pere; mentrestant, el monestir rebria dues gallines l'any, com a cens.
De jove, Miró decidí de retirar-se a fer vida solitària a un oratori dedicat a la Verge Maria prop del riu Ter. L'any 1127 va entrar al monestir de Sant Joan de les Abadesses, dels canonges agustins. Hi portà una vida de santedat i era popular pels guariments que s'atribuïen a la seva intercessió. Hi morí el 12 de setembre de 1161.
Fou venerat com a beat en el monestir i la regió. El seu sepulcre d'alabastre és una peça gòtica de gran qualitat, del segle XIV; el trasllat de les restes del beat es va fer el 1345. A l'Alt Urgell se'l considera advocat contra el mal de cap i queixal. La seva festivitat és el 12 de setembre.